# Harmonie (Orchesterform)
Eine Harmonie, auch bezeichnet als Harmonieorchester oder Harmoniemusik, ist eine vor allem im Benelux und der Schweiz verbreitete Form des Blasorchesters. Im Gegensatz zur dort ebenfalls verbreiteten Fanfare und Brass Band besitzt ein Harmonieorchester neben Blechbläsern, Saxofonen und Schlagwerk auch Flöten und Klarinetten.
Die Bezeichnung hat ihre historischen Wurzeln in der Harmoniemusik des 18./19. Jahrhunderts.
Gleichbedeutend mit Harmonieorchester verwendet man heutzutage auch die Bezeichnung „Sinfonisches Blasorchester“. Auch hier übernehmen die Klarinetten den Part der Violinen. Je nach Werk kann zusätzlich ein E-Bass oder ein Klavier integriert werden.